# Pont-rivière de la Griaz
Le pont-rivière de la Griaz, aussi appelé pont-canal de la Griaz, est un pont-rivière de France situé en Haute-Savoie, dans la vallée de Chamonix. Il permet au torrent de la Griaz de franchir la route nationale 205 en la mettant à l'abri de ses crues et laves torrentielles.

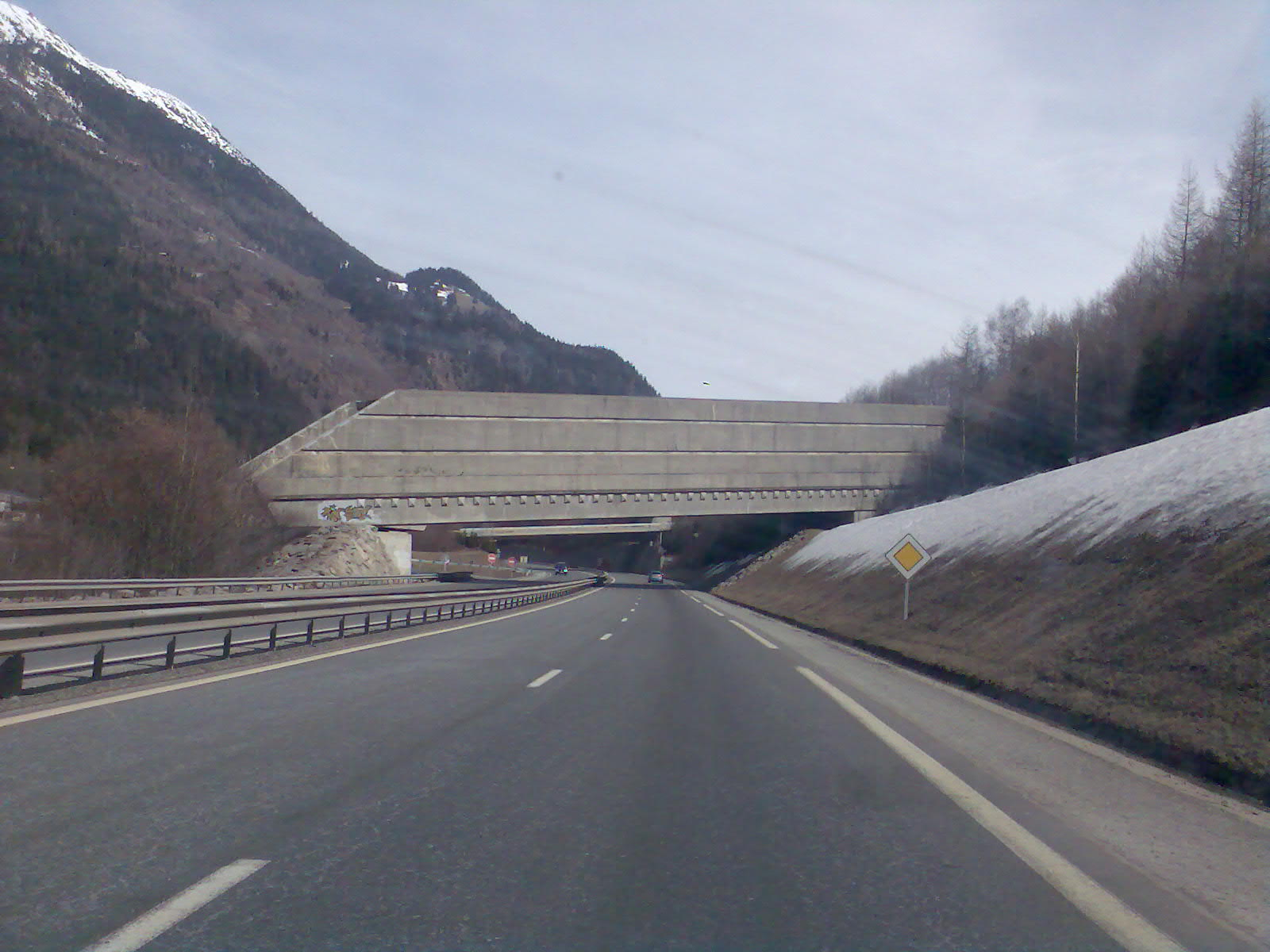
Le pont-rivière de la Griaz vu depuis la route nationale 205.

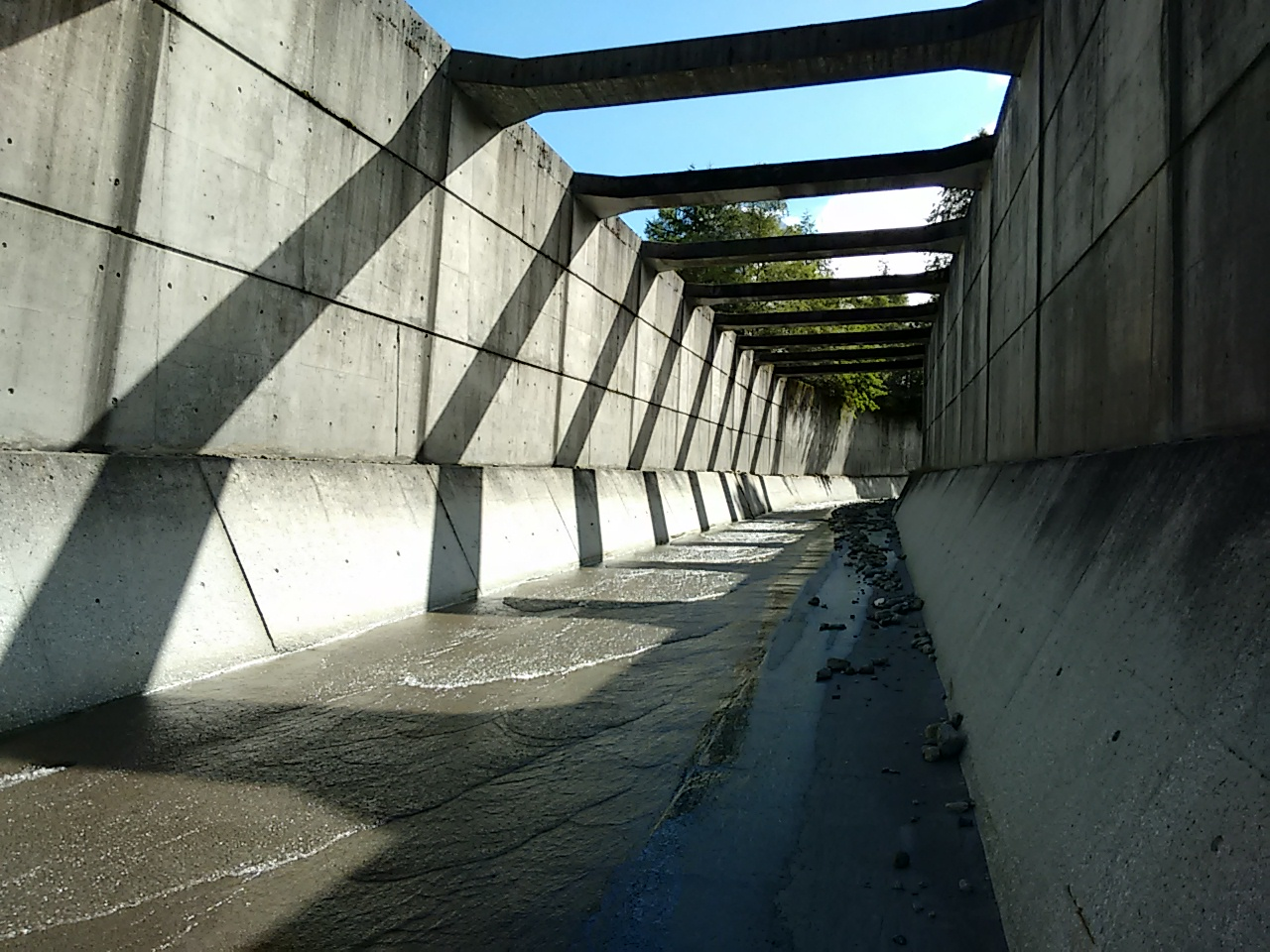
Vue de l'intérieur du pont.